# 阜宁站
阜宁站，位于中华人民共和国江苏省盐城市阜宁县益林镇，是新长铁路上的火车站，建于2001年，由上海铁路局管辖。

## 車站周邊
- 中国农业生产资料集团公司苏北物流中心
- 阜宁人民公园
- 阜宁天马假日大酒店
- 阜宁县东益初级中学
- 中国益林玻璃工艺品博览馆
- 阜宁县第二人民医院